# إسرائيل ضد إسرائيل
إسرائيل ضد إسرائيل هو فيلم وثائقي صدر عام 2010 عن الصراع الإسرائيلي الفلسطيني من تأليف صحفي ومخرج سويدي مستقل تيري كارلسون عن نشطاء السلام الإسرائيليين. يصور الفيلم أربعة إسرائيليين يناضلون ضد الاحتلال العسكري للأراضي الفلسطينية: جوناثان بولاك من فوضويون ضد الجدار، ويهودا شاؤول من كسر الصمت، وروني بيرلمان من محسوم ووتش، وأريك أشرمان من حاخامات من أجل حقوق الإنسان. حصل الفيلم على جائزة أفضل فيلم وثائقي دولي في مهرجان الأفلام الوثائقية التابع لهيئة الإذاعة والتلفزيون التركية لعام 2011، بالإضافة إلى جائزة من مركز الدوحة لحرية الإعلام في مهرجان الجزيرة السينمائي لعام 2011، وتم عرضه في مهرجانات في ستوكهولم، ومونتريال، وترومسو، وتروندهايم.

## أحداث الفيلم
يلقي الفيلم الضوء على شبكة (فوضويين ضد الجدار) والتي تنشط في التظاهرات والفعاليات ضد جدار الفصل العنصري. ويوثق الفيلم نشاطات منظمة (كسر الصمت) الناشطة في منطقة الخليل، ومنظمة (مراقبو الحواجز) والذين يوثقون ممارسات الاحتلال على الحواجز العسكرية الإسرائيلية، ومنظمة (حاخامات من أجل حقوق الإنسان) والذين يرون في ممارسات الاحتلال تعارضاً مع تعاليم الديانة اليهودية.